# 項忠
項忠（1421年—1502年），字藎臣，號喬松，浙江嘉興府嘉善縣人，明朝政治人物，進士出身，官至兵部尚書。

## 生平
正統六年（1441年）辛酉科浙江鄉試第三十八名舉人，正統七年（1442年）聯捷壬戌科進士，授刑部主事，進刑部員外郎。正統十三年（1448年），跟從明英宗北征，爆發土木堡之變，明軍戰敗，項忠乘間挾二馬南逃，之後馬疲棄之，步行七晝夜方抵達宣府。景泰年間，由刑部郎中，升廣東按察司副使，巡按高州，後因從征瀧水瑤有功。天順初年歷任陝西按察使，母喪丁憂，部民詣闕乞留，詔起復用。當時陝西連年災荒，項忠發廩振，且請輕罪納米，使百姓賴以為救濟。天順七年（1463年），召入為大理寺卿，百姓乞留，遂改右副都御史，巡撫陝西。當時發兵平定洮、岷羌族民亂，後悉數招降。之後在陝南開鑿水渠，使得西安引水入城。之後疏通運河，灌溉涇陽、三原、醴泉、高陵、臨潼五縣七萬餘頃民田，為民愛戴、祠祀。成化元年（1465年），上疏請減少兵役。毛里孩進攻延綏，朝廷命令項忠與楊信帶兵抵禦，無功。次年，楊信計劃大舉出兵河套，以項忠提督軍務。此時賊寇再次攻陷開城，深入靜寧等六州縣，大掠而去。項忠未能制止寇亂，被兵部彈劾，明憲宗特宥。成化二年（1466年）召還管理都察院事。
成化四年（1468年），滿俊謀反，掠奪邊界，自稱招賢王，有眾四千。都指揮邢端等抵禦均失敗，後叛軍達兩萬之眾。御史命項忠總督軍務，與監督軍務太監劉祥、總兵官都督劉玉帥京營及陝西四鎮兵討伐。大軍未行時，巡撫陳價等先以兵三萬進討又失敗。當時，朝議欲增兵，而項忠考慮京軍脆弱不足恃，且更遣大將撓事權，於是上言稱其調兵三萬三千餘人，足以滅賊。大學士彭時、商輅均贊同其主張，於是沒有派遣京軍。項忠于是与巡撫都御史馬文升分軍七道，抵石城下，與之交戰并多有斬獲。伏羌伯毛忠乘勝奪其西北山，幾乎破城時忽然中流矢而死。劉玉亦被圍困，當時諸軍欲退，項忠斬殺一千戶以治軍，后眾人力戰，劉玉得以解圍。之後圍困數日，襲擊獲勝。論功，進右都御史，與林聰協掌院事。
成化六年（1470年），荊襄間流民叛亂，李原自立為平王，與小王洪、王彪等掠奪南漳等地，流民附賊者至百萬，史稱鄖陽民變。憲宗詔項忠總督軍務，與湖廣總兵官李震討伐。項忠採用分兵招降等策略，瓦解敵軍，大量流民出降。項忠軍對流民進行屠殺，“盡草薙之，死者枕藉山谷。其戍湖、貴者，又多道死，棄尸江滸”。項忠在鎮壓之後，自立“平荊襄碑”，以歌功頌德，百姓則稱之“墮淚”。項忠的濫殺並沒有解決荊襄的流民問題，流民“入山就食，勢不可止”，至成化十二年（1476年），改命都御史原傑招撫荊襄地區的流民，終於解決問題。後項忠與兵部尚書白圭發生矛盾，互相彈劾。憲宗仍重用項忠，進左都御史，蔭子綬錦衣千戶。成化八年（1472年）召還，與李賓協掌都察院事。成化十年（1474年），拜刑部尚書，尋代白圭為兵部尚書。
當時太監汪直掌管西廠，異常恣橫，項忠屢遭侮辱不堪忍受，恰逢大學士商輅等彈劾汪直，項忠率領九卿亦彈劾汪直。西廠遂罷撤，汪直因此忌恨項忠。不久，西廠復設，汪直以吳綬為腹心。項忠此前彈劾過吳綬，深表不安，稱病乞歸。未行時，吳綬誣陷其罪，隨後給事中郭鏜、御史馮貫等亦交相彈劾項忠，此事牽連其子項經、太監黃賜、興寧伯李震、彰武伯楊信等。詔法司會錦衣衛廷鞫，項忠抗辯。然而眾人均知其出自汪直之意，無人敢為之伸冤，項忠被貶為民，黃賜、李震亦獲罪。汪直事敗後，恢復官職，不久致仕。弘治十五年（1502年）去世，年八十二歲。贈太子太保，諡襄毅。

## 家族
項忠之子項經、孫項錫、曾孫項治元均為進士出身。